# Wzdęcie
Wzdęcie, bębnica (łac. meteorismus, stgr. τύμπανο) – objaw chorobowy związany z obecnością nadmiernej ilości gazów w jelitach, odczuwany przez pacjenta jako uczucie wypełnienia jelit gazem. Jest to jeden z najczęściej występujących objawów ze strony układu pokarmowego.

## Epidemiologia
Ocenia się, że okresowo wzdęcia brzucha występują u 10–30% dorosłych; dwukrotnie częściej u kobiet (często podczas miesiączki). Objaw ten zazwyczaj ulega nasileniu po posiłkach. Około 24% osób z wzdęciami brzucha nie stwierdza przy tym powiększenia obwodu brzucha.

## Etiologia
Wzdęcie brzucha stwierdza się najczęściej w następujących schorzeniach i stanach:
- zaparcia
- aerofagia
- dyspepsja czynnościowa
- zapalenie wyrostka robaczkowego z perforacją
- zespół jelita drażliwego
- wzdęcie czynnościowe
- zespół rozrostu bakteryjnego jelita cienkiego
- zaburzenia motoryki przewodu pokarmowego
  - neuropatia trzewna w przebiegu cukrzycy (gastropareza)
  - choroby tarczycy
  - twardzina układowa
  - rzekoma niedrożność jelita grubego
  - leki
- zaburzenia wchłaniania jelitowego
  - nietolerancja laktozy, fruktozy i innych substancji pokarmowych
  - produkcja gazów po spożyciu roślin strączkowych; oligosacharydy (stachioza, rafinoza, werbaskoza) nie poddają się trawieniu i wchłanianiu, rozkładane są w procesie fermentacji przez bakterie jelitowe
  - przewlekłe stany zapalne jelit
  - choroba trzewna
  - niewydolność zewnątrzwydzielnicza trzustki
- lamblioza
- stan po fundoplikacji metodą Nissena (leczenie refluksu żołądkowo-jelitowego)
- błąd dietetyczny

## Patogeneza
W jelitach człowieka znajduje się ok. 200 ml gazu, a średnio z jelit wydalane jest ok. 600 ml gazu na dobę.
W wyniku wewnątrzjelitowej produkcji powstają metan, wodór i dwutlenek węgla. Dwutlenek węgla powstaje wskutek reakcji zobojętniania zasadowego soku trzustkowego, przez kwaśne składniki soku żołądkowego oraz kwasy pochodzące z pożywienia lub powstałe w wyniku procesów trawienia (np. kwasy tłuszczowe). Metan i wodór powstają wskutek bakteryjnych procesów fermentacyjnych w świetle jelita grubego. Poza tym w skład gazów jelitowych wchodzą: azot oraz śladowe ilości siarkowodoru, amoniaku, pochodnych skatolu i indolu oraz lotnych kwasów tłuszczowych.
Gazy w przewodzie pokarmowym pojawiają się: wskutek połykania powietrza wraz z pokarmem, z produkcji wewnątrzjelitowej lub z dyfuzji z krwi. Część powietrza dostającego się do żołądka wydostaje się z niego z powrotem przez odbijanie, część natomiast przedostaje się do dalszej części przewodu pokarmowego.
Objawy związane z wzdęciem to ból brzucha o charakterze kolkowym bądź kurczowym i uwalnianie gazów jelitowych, często o nieprzyjemnym zapachu. Gdy wzdęciu towarzyszy biegunka i/lub nadmierne parcie na stolec można podejrzewać biegunkową postać zespołu jelita drażliwego. W diagnostyce należy jednak poszukiwać przyczyn organicznych i metabolicznych (np. nietolerancji laktozy lub fruktozy). Wzdęcie jako objaw podmiotowy jest odczuciem subiektywnym. W części przypadków można obiektywizować tę dolegliwość przez pomiar obwodu brzucha (po wykluczeniu innych przyczyn takich jak obecność płynu w jamie otrzewnej czy guza w jamie brzusznej).
Często u pacjentów, którzy skarżą się na tę dolegliwość, badania stwierdzają prawidłową objętość gazów, a pierwotną przyczyną dolegliwości brzusznych są zaburzenia czynności motorycznej przewodu pokarmowego.

## Wzdęcie czynnościowe
Podział zaburzeń czynnościowych według kryteriów rzymskich III definiuje objaw kliniczny o nazwie „wzdęcie czynnościowe”.
Kryteria diagnostyczne:

- nawracające uczucie napięcia/rozdęcia brzucha lub widoczne powiększenie obwodu brzucha przynajmniej 3 dni w miesiącu przez ostatnie 3 miesiące i
- niespełnienie kryteriów diagnostycznych dla czynnościowej dyspepsji, zespołu jelita drażliwego lub innego czynnościowego zaburzenia przewodu pokarmowego 

## Diagnostyka wzdęć

### Wywiad
Dane z wywiadu mogą wskazywać na czynnościowe tło tej dolegliwości (np. bóle brzucha i kurcze jelit, nudności, jadłowstręt, zaparcia, częste oddawanie gazów) lub organiczne (np. gorączka, wymioty, spadek masy ciała, krwawienie z p. pokarmowego, biegunki nocne, stolce tłuszczowe).
Skrupulatne dane dotyczące diety wskazujące na spożywanie owoców, warzyw, roślin strączkowych, dietetycznych dodatków do żywności oraz artykułów zawierających fruktozę.
W przebiegu schorzeń lękowych, psychosomatycznych, przy żuciu gumy i paleniu papierosów może dochodzić do aerofagii.

## Postępowanie we wzdęciach
W każdym przypadku postępowanie u pacjentów z wzdęciami powinno być nakierowane na poszukiwanie przyczyn i odpowiednie leczenie przyczynowe.
Możliwe są różne opcje terapeutyczne w poszczególnych sytuacjach klinicznych:
- w zespole jelita drażliwego z przewagą zaparć i dyspepsji czynnościowej – leki prokinetyczne[1]
- stosowanie węgla aktywowanego, symetykonu[1]
- jednorazowa lub okresowa antybiotykoterapia w przypadku przerostu flory bakteryjnej jelit (np. ryfaksymina, neomycyna)[1]
- dieta eliminacyjna, substytucja laktazy lub spożywanie nabiału pozbawionego laktozy w zespole nietolerancji laktozy
- modyfikacje dietetyczne i zmiana leków przeczyszczających na osmotyczne w wzdęciach związanych z zaparciami
- u osób u których nie stwierdzono zmian patologicznych: preparaty enzymów trzustkowych np. pankreatyna (lipaza trzustkowa, amylaza trzustkowa, proteazy (trypsyna, chymotrypsyna)), salicylan bizmutawy[3], antybiotyki jelitowe
- skuteczność probiotyków i leków rozkurczających w przypadku wzdęć jest niepewna[1]